# Campeonato Mundial de Atletismo Sub-20 de 2016 - 100 m com barreiras feminino
A prova dos 100 metros com barreiras feminino do Campeonato Mundial de Atletismo Sub-20 de 2016 ocorreu entre os dias 22 e 24 de julho em Bydgoszcz, na Polônia. 

## Recordes
Antes desta competição, os recordes mundiais e do campeonato nesta prova eram os seguintes:
|     | Nome             | Nacionalidade  | Tempo | Local  | Data                |
| --- | ---------------- | -------------- | ----- | ------ | ------------------- |
| WJR | Aliuska López    | Cuba           | 12.84 | Zagreb | 16 de julho de 1987 |
| CR  | Kendell Williams | Estados Unidos | 12.89 | Eugene | 27 de julho de 2014 |

Os seguintes recordes mundiais ou do campeonato foram estabelecidos durante esta competição: 
| Data        | Evento | Nome          | Nacionalidade | Tempo | Notas                 |
| ----------- | ------ | ------------- | ------------- | ----- | --------------------- |
| 24 de julho | Final  | Elvira Herman | Bielorrússia  | 12.85 | Recorde do campeonato |

## Medalhistas
| Ouro                | Prata                 | Bronze          |
| Elvira Herman (BLR) | Rushelle Burton (JAM) | Tia Jones (USA) |

## Cronograma
Todos os horários são locais (UTC+1).
| Data        | Hora  | Evento        |
| ----------- | ----- | ------------- |
| 22 de julho | 09:35 | Eliminatórias |
| 23 de julho | 17:15 | Semifinal     |
| 24 de julho | 16:05 | Final         |

## Resultados

### Eliminatórias
Qualificação: Os 3 primeiros de cada bateria (Q) e os 6 tempos mais rápidos (q). 
| Posição | Bateria | Atleta                    | Nacionalidade     | Tempo | Notas           |
| ------- | ------- | ------------------------- | ----------------- | ----- | --------------- |
| 1       | 2       | Tia Jones                 | Estados Unidos    | 13.04 | Q               |
| 2       | 5       | Alexis Duncan             | Estados Unidos    | 13.11 | Q               |
| 3       | 4       | Elvira Herman             | Bielorrússia      | 13.13 | Q               |
| 4       | 3       | Laura Valette             | França            | 13.25 | Q               |
| 5       | 6       | Oluwatobiloba Amusan      | Nigéria           | 13.26 | Q               |
| 6       | 3       | Mollie Courtney           | Grã-Bretanha      | 13.28 | Q,              |
| 7       | 2       | Alicia Barrett            | Grã-Bretanha      | 13.35 | Q ,             |
| 8       | 1       | Rushelle Burton           | Jamaica           | 13.39 | Q               |
| 9       | 3       | Ruslana Rashkavan         | Bielorrússia      | 13.50 | Q,              |
| 10      | 3       | Gabriella O'Grady         | Austrália         | 13.53 | q,              |
| 10      | 1       | Taylon Bieldt             | África do Sul     | 13.58 | Q,              |
| 12      | 2       | Yumi Tanaka               | Japão             | 13.62 | Q,              |
| 13      | 3       | Lina Amr Gaber            | Egito             | 13.64 | q, NJR          |
| 14      | 5       | Mariam Abdul-Rashid       | Canadá            | 13.65 | Q               |
| 15      | 5       | Kateřina Dvořáková        | Chéquia           | 13.66 | Q,              |
| 16      | 4       | Nora Orduña               | Espanha           | 13.70 | Q               |
| 17      | 4       | Danielle Shaw             | Austrália         | 13.70 | Q               |
| 18      | 1       | Sarah Koutouan            | França            | 13.71 | Q               |
| 19      | 6       | Yuri Okubo                | Japão             | 13.73 | Q               |
| 20      | 3       | Kristi Strømmen Kjerpeset | Noruega           | 13.73 | q, PB           |
| 21      | 2       | Chloë Beaucarne           | Bélgica           | 13.74 | q               |
| 22      | 6       | Wu Yanni                  | China             | 13.74 | Q               |
| 23      | 5       | Jeanine Williams          | Jamaica           | 13.80 | q               |
| 24      | 4       | Nicla Mosetti             | Itália            | 13.82 | q               |
| 25      | 3       | Olena Maliarenko          | Ucrânia           | 13.85 | Recorde pessoal |
| 26      | 2       | Jeminise Sade Parris      | Trindade e Tobago | 13.90 | Recorde pessoal |
| 27      | 2       | Klaudia Sorok             | Hungria           | 13.92 | Recorde pessoal |
| 28      | 5       | Shi Jiali                 | China             | 13.93 |                 |
| 29      | 6       | Fionda Ribeaud            | Suíça             | 13.96 | Recorde pessoal |
| 30      | 6       | Abigail Gyedu             | Itália            | 13.96 | Recorde pessoal |
| 31      | 4       | Karin Strametz            | Áustria           | 13.97 | Recorde pessoal |
| 32      | 6       | Maayke Tjin A-Lim         | Países Baixos     | 13.98 |                 |
| 33      | 5       | Kreete Verlin             | Estónia           | 14.11 | Recorde pessoal |
| 34      | 1       | Sasha Wells               | Bahamas           | 14.12 |                 |
| 35      | 2       | María Mújika              | Espanha           | 14.13 |                 |
| 36      | 6       | Cheng Tang-hsiu           | Taipé Chinesa     | 14.14 |                 |
| 37      | 3       | Kiana Rösli               | Suíça             | 14.20 |                 |
| 38      | 1       | Greta Plečkaitytė         | Lituânia          | 14.38 |                 |
| 39      | 1       | Keira Christie-Galloway   | Canadá            | 14.43 |                 |
| 40      | 4       | Catarina de Queirós       | Portugal          | 14.53 |                 |
| 41      | 1       | Mariana António           | Portugal          | 14.80 |                 |
| 42      | 5       | Charisma Taylor           | Bahamas           | 14.94 |                 |
| 43      | 1       | Natalia Christofi         | Chipre            | DNF   |                 |
| 44      | 4       | Diana-Ioana Volf          | Roménia           | DSQ   |                 |
| 45      | 4       | Maribel Caicedo           | Equador           | DSQ   |                 |
| 46      | 5       | Daphni Georgiou           | Chipre            | DNS   |                 |
| 47      | 2       | Song Yu-jin               | Coreia do Sul     | DNS   |                 |

### Semifinal
Qualificação: Os 2 primeiros de cada bateria (Q) e os 2 tempos mais rápidos (q). 
| Posição | Bateria | Atleta                    | Nacionalidade  | Tempo | Notas  |
| ------- | ------- | ------------------------- | -------------- | ----- | ------ |
| 1       | 3       | Elvira Herman             | Bielorrússia   | 12.97 | Q, NJR |
| 2       | 1       | Oluwatobiloba Amusan      | Nigéria        | 12.99 | Q      |
| 3       | 1       | Alexis Duncan             | Estados Unidos | 13.02 | Q,     |
| 4       | 2       | Tia Jones                 | Estados Unidos | 13.09 | Q      |
| 5       | 2       | Rushelle Burton           | Jamaica        | 13.21 | Q,     |
| 6       | 3       | Laura Valette             | França         | 13.23 | Q      |
| 7       | 1       | Alicia Barrett            | Grã-Bretanha   | 13.34 | q,     |
| 8       | 3       | Taylon Bieldt             | África do Sul  | 13.35 | q, NJR |
| 9       | 2       | Mollie Courtney           | Grã-Bretanha   | 13.42 |        |
| 10      | 1       | Yumi Tanaka               | Japão          | 13.46 | PB     |
| 11      | 1       | Jeanine Williams          | Jamaica        | 13.59 | PB     |
| 12      | 3       | Danielle Shaw             | Austrália      | 13.60 | PB     |
| 13      | 2       | Ruslana Rashkavan         | Bielorrússia   | 13.61 |        |
| 14      | 3       | Chloë Beaucarne           | Bélgica        | 13.65 |        |
| 15      | 2       | Yuri Okubo                | Japão          | 13.67 |        |
| 16      | 1       | Lina Amr Gaber            | Egito          | 13.68 |        |
| 17      | 3       | Mariam Abdul-Rashid       | Canadá         | 13.70 |        |
| 18      | 2       | Nicla Mosetti             | Itália         | 13.77 | PB     |
| 19      | 1       | Sarah Koutouan            | França         | 13.87 |        |
| 20      | 2       | Wu Yanni                  | China          | 13.90 |        |
| 21      | 3       | Kateřina Dvořáková        | Chéquia        | 14.00 |        |
| 22      | 3       | Kristi Strømmen Kjerpeset | Noruega        | 14.01 |        |
| 23      | 2       | Gabriella O'Grady         | Austrália      | DNF   |        |
| 24      | 1       | Nora Orduña               | Espanha        | DNF   |        |

### Final
A prova final foi realizada no dia 24 de julho às 16:05.  
| Posição           | Raia | Atleta               | Nacionalidade  | Tempo | Notas |
| ----------------- | ---- | -------------------- | -------------- | ----- | ----- |
| Medalha de ouro   | 4    | Elvira Herman        | Bielorrússia   | 12.85 | , EJR |
| Medalha de prata  | 8    | Rushelle Burton      | Jamaica        | 12.87 | NJR   |
| Medalha de bronze | 7    | Tia Jones            | Estados Unidos | 12.89 |       |
| 4                 | 6    | Alexis Duncan        | Estados Unidos | 12.93 | PB    |
| 5                 | 5    | Oluwatobiloba Amusan | Nigéria        | 12.95 |       |
| 6                 | 2    | Alicia Barrett       | Grã-Bretanha   | 13.15 | PB    |
| 7                 | 3    | Taylon Bieldt        | África do Sul  | 13.37 |       |
| 8                 | 9    | Laura Valette        | França         | 13.42 |       |

Legenda
| Recorde mundial       | Recorde mundial (World record)               |                       | Recorde africano                      | Recorde africano (African) |                                           | Q | Classificado por posição (Qualified) |
| Recorde do campeonato | Recorde do campeonato (Championship record)  | Recorde da América    | Recorde da América (Americas)         | q                          | Classificado por melhor tempo (Qualified) |   |                                      |
| Melhor marca do ano   | Melhor marca do ano (World leading)          | Recorde asiático      | Recorde asiático (Asian)              | DNS                        | Não largou (Did not start)                |   |                                      |
| Recorde nacional      | Recorde nacional (National record)           | Recorde europeu       | Recorde europeu (European)            | DNF                        | Não terminou (Did not finish)             |   |                                      |
| Recorde pessoal       | Recorde pessoal do atleta (Personal best)    | Recorde da Oceania    | Recorde da Oceania (Oceania)          | DSQ / DQ                   | Desclassificado (Disqualified)            |   |                                      |
| Recorde da temporada  | Recorde da temporada do atleta (Season best) | Recorde sul-americano | Recorde sul-americano (South America) | NM                         | Sem marca (No mark)                       |   |                                      |